# Frederick Segura
Frederick Segura Chirinos (Valera, 16 de enero de 1979, es un ciclista profesional venezolano.
Ha participado en la Vuelta al Táchira, Vuelta a Venezuela, Juegos Centroamericanos y del Caribe, y otras competencias nacionales.

## Palmarés
1999
- 3.º en 7.ª etapa Vuelta a Venezuela, Chaguaramas  Venezuela

2001
- 3.º en 2.ª etapa Vuelta a Venezuela  Venezuela
- 3.º en 8.ª etapa Vuelta a Venezuela  Venezuela

2002
- 3.º en 3.ª etapa Vuelta a Venezuela  Venezuela
- 1.º en 6.ª etapa Vuelta a Venezuela Venezuela

2003
- 3.º en 8.ª etapa Vuelta a Venezuela, Guanare  Venezuela

2005
- 3.º en 2.ª etapa Vuelta a Venezuela, El Tocuyo  Venezuela
- 2.º en 8.ª etapa Vuelta a Venezuela, San Juan de los Morros  Venezuela

2006
- 2.º en XX Juegos Centroamericanos y del Caribe, Pista, Persecución por Equipos, Cartagena  Colombia
- 1.º en Prólogo Vuelta Independencia Nacional, Santo Domingo  República Dominicana
- 3.º en 3.ª etapa Vuelta Internacional al Estado Trujillo, Betijoque  Venezuela
- 1.º en 5.ª etapa Vuelta al Oriente  Venezuela
- 1.º en 12.ª etapa Vuelta a Venezuela  Venezuela

2007
- 3.º en 3.ª etapa Clásico Pedro Infante  Venezuela
- 1.º en 2.ª etapa Vuelta al Estado Yaracuy, Nirgua  Venezuela
- 3.º en 4.ª etapa Vuelta al Estado Yaracuy  Venezuela
- 3.º en 7.ª etapa Vuelta a Venezuela, Acarigua  Venezuela
- 1.º en 8.ª etapa Vuelta a Venezuela, Barinas  Venezuela
- 2.º en 2.ª etapa Vuelta al Estado Zulia, Cabimas  Venezuela
- 3.º en 4.ª etapa parte B Vuelta al Estado Zulia, Cabimas  Venezuela
- 1.º en 5.ª etapa Vuelta al Estado Zulia, Maracaibo  Venezuela
- 3.º en Clasificación General Final Vuelta al Estado Zulia  Venezuela

2008
- 3.º en Clásico Gobernación de Anzoátegui, Puerto La Cruz  Venezuela
- 3.º en 1.ª etapa Vuelta al Oriente  Venezuela
- 2.º en 2.ª etapa Vuelta al Oriente  Venezuela
- 2.º en 3.ª etapa Vuelta al Oriente Punta de Mata  Venezuela
- 3.º en 4.ª etapa Vuelta al Oriente  Venezuela
- 1.º en 6.ª etapa Vuelta al Oriente, Puerto La Cruz  Venezuela
- 2.º en 1.ª etapa Clásico Ciclístico Batalla de Carabobo, Carabobo  Venezuela
- 2.º en Clasificación General Final Clásico Ciclístico Batalla de Carabobo, Carabobo  Venezuela
- 1.º en 2.ª etapa Vuelta a Yacambu-Lara, Barquisimeto  Venezuela
- 1.º en 4.ª etapa Vuelta a Yacambu-Lara  Venezuela
- 3.º en 6.ª etapa Vuelta a Venezuela, Valencia  Venezuela
- 1.º en 12.ª etapa Vuelta a Venezuela, Barcelona  Venezuela
- 2.º en 13.ª etapa Vuelta a Venezuela, Higuerote  Venezuela

2009
- 4.º en V Válida Rescatando el Ciclismo Aragüeño  Venezuela
- 4.º en VII Válida Rescatando el Ciclismo Aragüeño, Maracay  Venezuela
- 1.º en Clásico Ciudad de Valencia, Valencia  Venezuela
- 5.º en Campeonato de Venezuela de Ciclismo en Ruta, Ruta, Barquisimeto  Venezuela
- 2.º en Clásico Corre Por La Vida, Guanare  Venezuela
- 1.º en 2.ª etapa Vuelta al Estado Portuguesa, Ospino  Venezuela
- 4.º en 1.ª etapa Vuelta a Venezuela, Puerto La Cruz  Venezuela
- 4.º en 10.ª etapa Vuelta a Venezuela, San Felipe  Venezuela
- 2.º en 12.ª etapa Vuelta a Venezuela, Caracas  Venezuela
- 1.º en 1.ª etapa Vuelta a Aragua, Maracay  Venezuela
- 1.º en 5.ª etapa Vuelta a Aragua Aragua  Venezuela

2010
- 1.º en Clásico Corre Por La Vida, San Felipe  Venezuela
- 2.º en Clásico Ciudad de Barcelona, Barcelona  Venezuela
- 2.º en 1.ª etapa Vuelta a Venezuela Venezuela
- 1.º en 2.ª etapa parte a Vuelta a Venezuela, Zaraza  Venezuela
- 2.º en 2.ª etapa parte b Vuelta a Venezuela, Valle de La Pascua  Venezuela
- 4.º en 3.ª etapa Vuelta a Venezuela  Venezuela
- 2.º en 5.ª etapa Vuelta a Venezuela  Venezuela
- 2.º en 6.ª etapa Vuelta a Venezuela  Venezuela
- 3.º en 9.ª etapa Vuelta a Venezuela, Maracaibo  Venezuela

2011
- 2.º en Clásico Ciudad de Valencia, Valencia  Venezuela
- 7.º en Clásico Corre Por La Vida, San Felipe  Venezuela
- 5.º en Clasificación General Final Vuelta a Aragua  Venezuela

2012
- 1.º en Clásico Aniversario Federación Ciclista de Venezuela, Guanare  Venezuela
- 1.º en Clásico Corre Por La Vida, San Felipe  Venezuela
- 3.º en Campeonato de Venezuela de Ciclismo en Ruta, Ruta, Coro  Venezuela

2013
- 4.º en 1.ª etapa Vuelta al Táchira, Barinitas  Venezuela
- 2.º en 2.ª etapa Vuelta al Táchira, San Rafael  Venezuela
- 2.º en 6.ª etapa Vuelta a Barinitas  Venezuela
- 3.º en 2.ª etapa Vuelta a Santa Cruz de Mora  Venezuela
- 2.º en 3.ª etapa Vuelta a Paria  Venezuela
- 2.º en Clasificación General Final Vuelta a Paria  Venezuela
- 2.º en 6.ª etapa Vuelta al Estado Zulia  Venezuela
- 1.º en 4.ª etapa Vuelta a Aragua  Venezuela

2014
- 3.º en Clásico Corre Por La Vida, San Felipe  Venezuela
- 2.º en 1.ª etapa Vuelta a Paria, Irapa  Venezuela
- 5.º en 7.ª etapa Vuelta a Venezuela, San Felipe  Venezuela

## Equipos
- 2002  Gobernación de Mérida - Indeportes
- 2006  Gobernación de Carabobo
- 2007  Gobernación de Carabobo
- 2014  Gobernación de Mérida - PDVSA